# داخل الرايخ الثالث
داخل الرايخ الثالث (بالألمانية: Erinnerungen)‏، «ذكريات») هو مذكرات كتبها ألبرت شبير، وزير التسلح النازي من عام 1942 إلى عام 1945، وكان يعمل كمهندس أدولف هتلر الرئيسي قبل هذه الفترة. يعتبر واحد من أكثر الأوصاف تفصيلا للعمل الداخلي وقيادة ألمانيا النازية ولكنه مثيرة للجدل بسبب عدم ذكر شبير الفظائع النازية والأسئلة المتعلقة بدرجة وعيه أو مشاركته بها. نُشر لأول مرة عام 1969، وظهرت الترجمة الإنجليزية عام 1970.
في محاكمات نورمبرغ، حُكم على سبير بالسجن 20 عامًا لاستخدامه سجناء في مصانع الأسلحة بينما كان وزيرا للأسلحة. من عام 1946 إلى عام 1966، أثناء قضاء العقوبة في سجن سبانداو، كتب أكثر من 2000 صفحة من مذكراته الشخصية. تمت كتابة مسودته الأولى من مارس 1953 إلى 26 ديسمبر 1954. بعد الإفراج عنه في 1 أكتوبر 1966، استخدم وثائق الأرشيف الفيدرالي لإعادة صياغة المواد في سيرته الذاتية. وقد ساعده افتتاحية كل من وولف جوبست سيدلر وأولشتاين وبروبيلين وجواكيم فيست. :506,699–701
أدت المخطوطة إلى كتابين: الأول Erinnerungen ("Recollections") (Propyläen / Ullstein، 1969)، الذي تم ترجمته إلى اللغة الإنجليزية ونشره Macmillan في 1970 باسم داخل الرايخ الثالث؛ ثم باسم Spandauer Tagebücher («يوميات Spandau») (Propyläen / Ullstein ،1975)، والتي ترجمت إلى الإنجليزية ونشرتها Macmillan في عام 1976 باسم سبانداو: يوميات سرية.

## الأسلحة الخاصة
ابتداءً من أبريل 1942، أدرك شبير إمكانات الأبحاث النووية الألمانية في تطوير، على حد قوله، «سلاح يمكن أن يقضي على مدن بأكملها». وقال فيرنر هايزنبرغ لشبير «لقد تم بالفعل العثور على الحل العلمي وأنه لا يوجد شيء نظريًا يقف في طريق صنع مثل هذه القنبلة». لكن التطوير والإنتاج سيستغرقان عامين على الأقل. أدى ذلك إلى تطوير أول مسرع دوراني في ألمانيا. بحلول خريف عام 1942، زادت الفترة المقدرة لتطوير سلاح من ثلاث إلى أربع سنوات، وهي فترة طويلة جدًا تؤثر على الحرب. وبدلاً من ذلك، تحول التطوير إلى «محرك اليورانيوم»، لاستخدامه في غواصات البحرية. وأخيرًا، في صيف عام 1943، أطلق شبير 1200 طن متري من مخزون اليورانيوم لاستخدامه في الذخيرة ذات النواة الصلبة. يذكر شبير أنه حتى لو ركزت ألمانيا جميع مواردها، لكانت عام 1947 قبل أن يكون لديهم قنبلة ذرية.  :314–320
يصف شبير مشروع مسرشميت مي 262، الطائرات النفاثة ذات الأجنحة الطائرة، وقنبلة طائرة يتم التحكم فيها عن بعد، وطائرة صاروخية، وصاروخ يعتمد على التوجيه بالأشعة تحت الحمراء، وتصاميم لطائرة قاذفة ذات أربع محركات تصل لمدى لضرب نيويورك، وطوربيد على أساس السونار. كما يشير إلى استخدام فاو-2 كسلاح إرهاب، بدلاً من التطوير المستمر لصاروخ الشلال الدفاعي أرض-جو.  :488–498,569

## روابط خارجية
- داخل الرايخ الثالث على موقع الموسوعة البريطانية (الإنجليزية)